# Pierścień Gravesandego

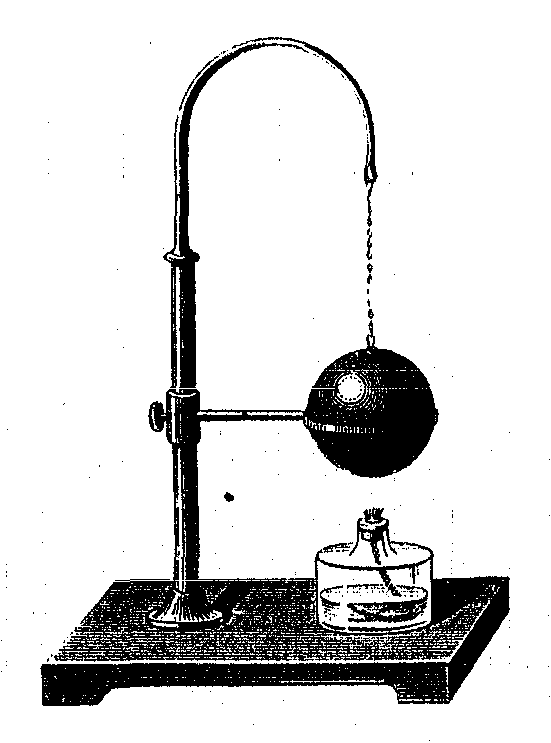
Pierścień Gravesandego z XIX wieku

Pierścień Gravesandego (niekiedy niepoprawnie nazywany pierścieniem Gravesanda) – przyrząd do demonstracji rozszerzalności cieplnej ciał stałych.
Przyrząd składa się z dwóch części: kulki zawieszonej na łańcuszku i pierścienia. Rozmiary obu elementów są tak dobrane, że w temperaturze pokojowej kulka swobodnie przechodzi przez pierścień – jej średnica jest minimalnie mniejsza od średnicy otworu. Zaprezentowanie rozszerzalności polega na rozgrzaniu kulki nad palnikiem i próbie przełożenia kulki przez pierścień. Średnica kulki zwiększa się na tyle, że nie przechodzi przez pierścień. 
Modyfikacją doświadczenia jest chłodzenie pierścienia, np. w ciekłym azocie, zamiast podgrzewania kulki.
Nazwa przyrządu pochodzi od nazwiska holenderskiego fizyka Willema Jacoba ’s Gravesandego (1688-1742).